# Katholieke Kerk in Roemenië

Bisdommen van Roemenië

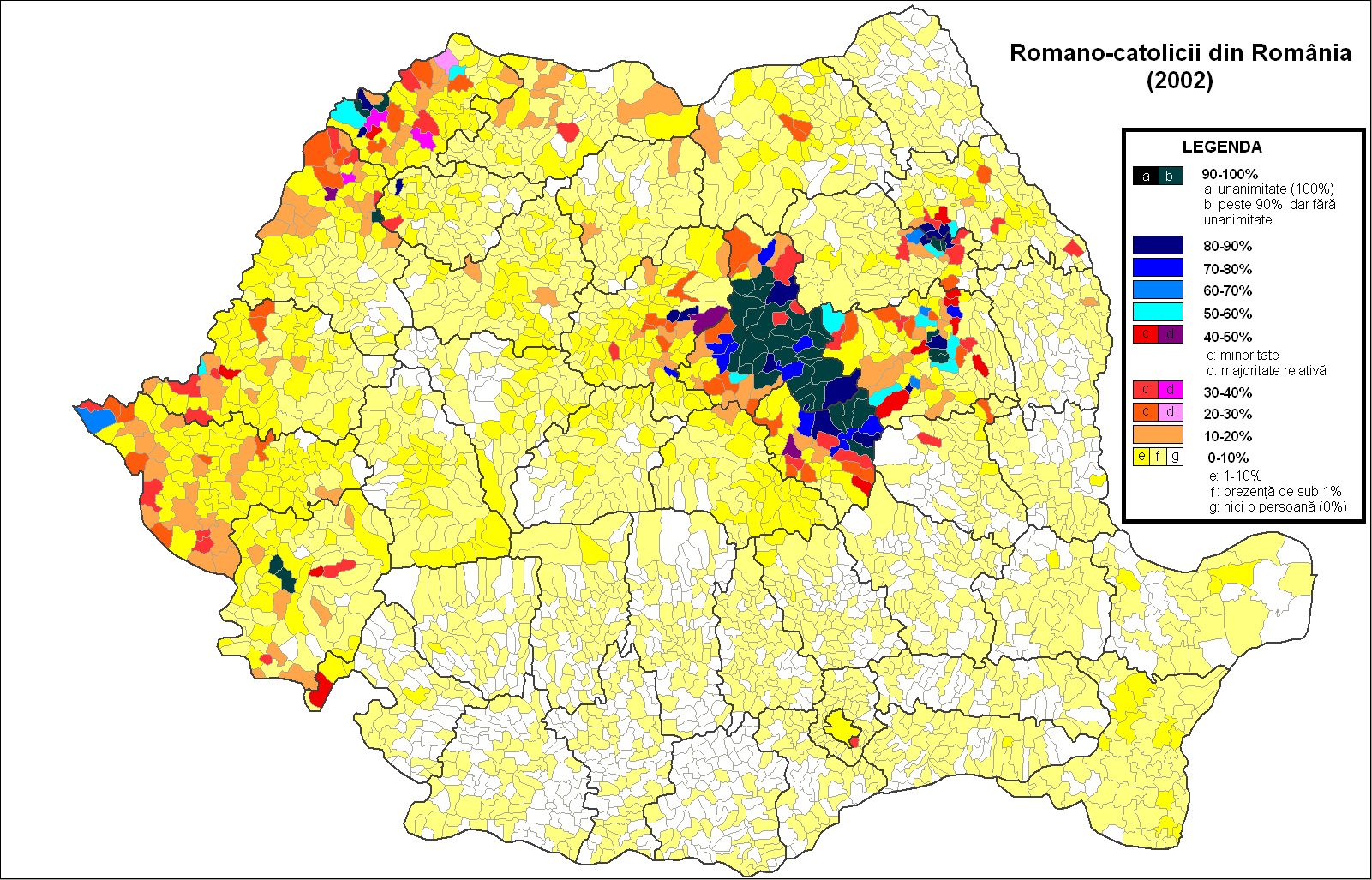
Percentage katholieken in 2002 (census)

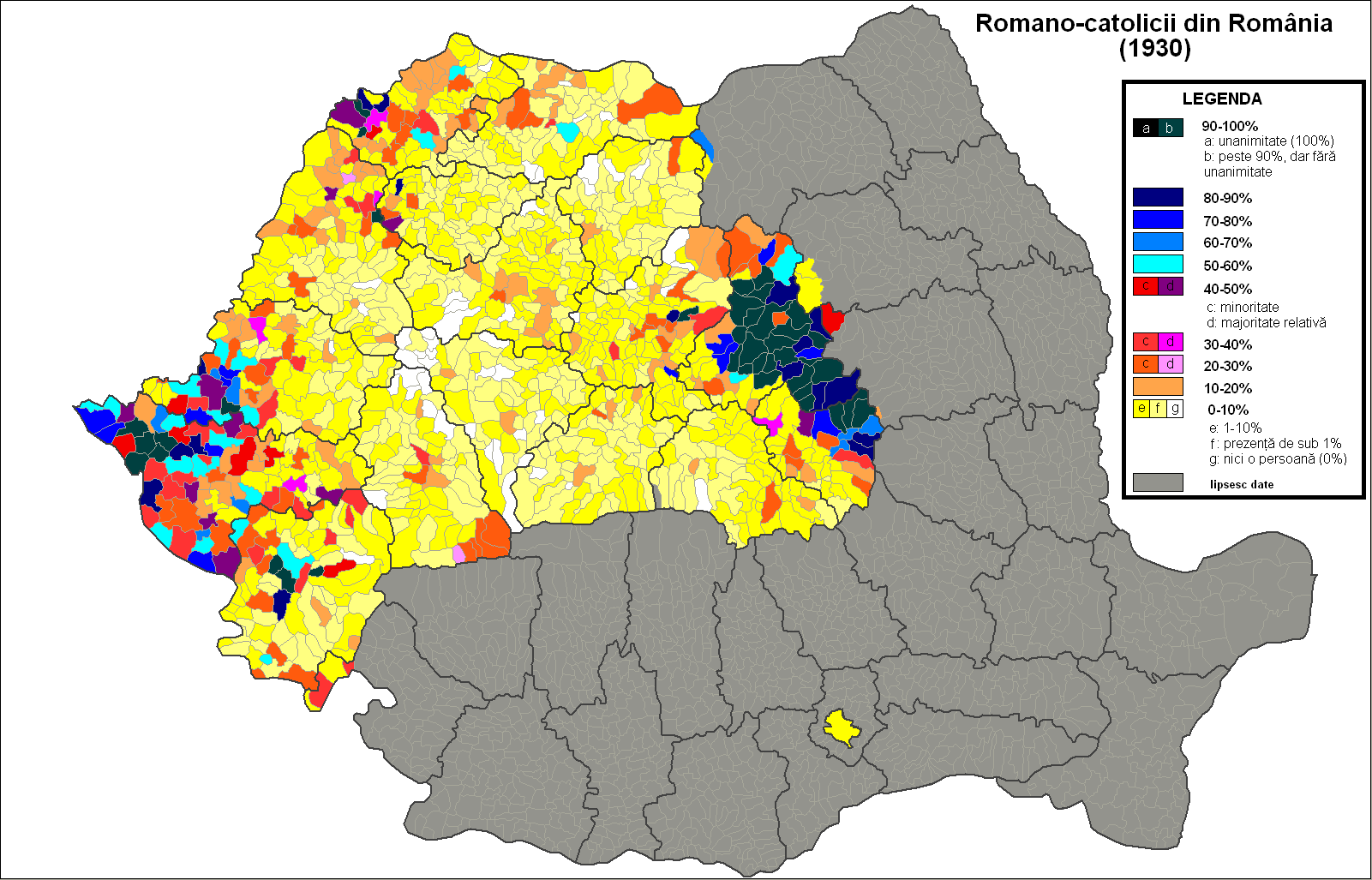
Percentage katholieken in 1930 (census)

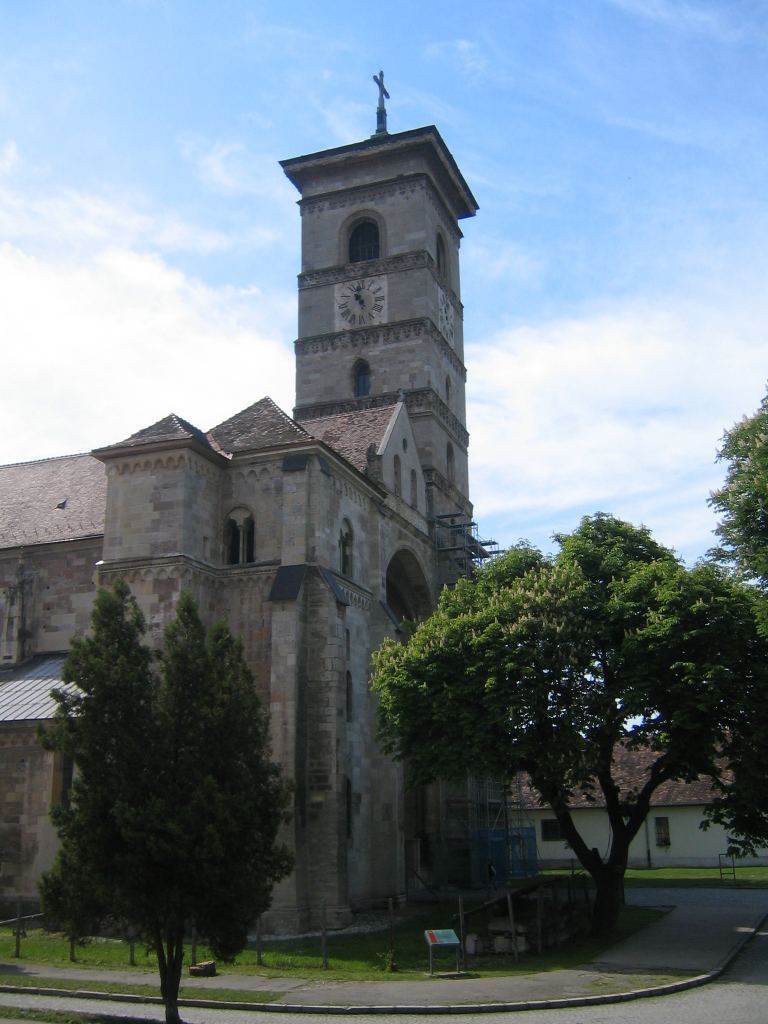
Kathedraal van Alba Iulia

De Katholieke Kerk in Roemenië maakt deel uit van de wereldwijde Katholieke Kerk, onder het leiderschap van de paus en de Curie.
De met Rome geünieerde Roemeense Grieks-Katholieke Kerk werd op 21 oktober 1948 ontbonden en ingelijfd bij de Roemeens-Orthodoxe Kerk. Deze inlijving werd in 1989 ongedaan gemaakt.
Het aantal katholieken bedraagt circa 1,3 miljoen, ingedeeld in zes bisdommen, sinds de normalisering van de betrekkingen tussen Roemenië en de H. Stoel.
Apostolisch nuntius voor Roemenië is sinds 23 februari 2024 aartsbisschop Giampiero Gloder, die tevens apostolisch nuntius is voor Moldavië.
Van 31 mei tot 2 juni 2019 bracht Paus Franciscus een driedaags  bezoek aan Roemenië. Bij ontvangst op het vliegveld kuste hij het medaillon met Maria ('Maica Domnului') van de aartsbisschop van Târgoviște als teken van respect en gelijkwaardigheid van het Katholieke en Orthodoxe geloof. Tijdens een mis in Blaj werden zeven Roemeense Grieks Katholieke bisschoppen die omkwamen tijdens het communistische regime zalig verklaard. Ook bood hij zijn excuses aan aan de Romagemeenschap:
"Ik vraag jullie om vergeving in naam van de kerk voor die momenten in de historie waarin wij jullie hebben gediscrimineerd, slecht behandeld of op een foute manier hebben bekeken, met de blik van Kaïn, en niet met die van Abel. Daarbij waren we niet in staat om jullie te erkennen, te waarderen en jullie eigenheid te verdedigen"
.

## Bisdommen
1. Kerkprovincie Boekarest:
  - Aartsbisdom Boekarest
    - Bisdom Iasi
    - Bisdom Oradea Mare
    - Bisdom Satu Mare
    - Bisdom Timisoara
2. Immediatum: Aartsbisdom Alba Iulia

## Aantal gelovigen
| Jaar | Katholieken | Percentage |
| ---- | ----------- | ---------- |
| 1948 | 1.175.000   | 7,4%       |
| 1992 | 1.161.942   | 5,1%       |
| 2002 | 1.028.401   | 4,7%       |
| 2012 | 869.246     | 4,6%       |

Selectie van kerken in Roemenië
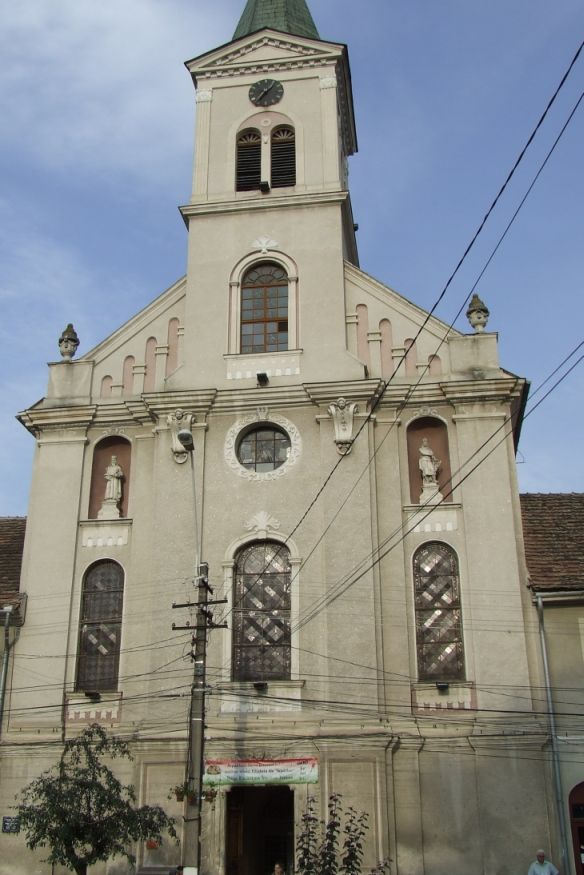
Kerk in Aiud
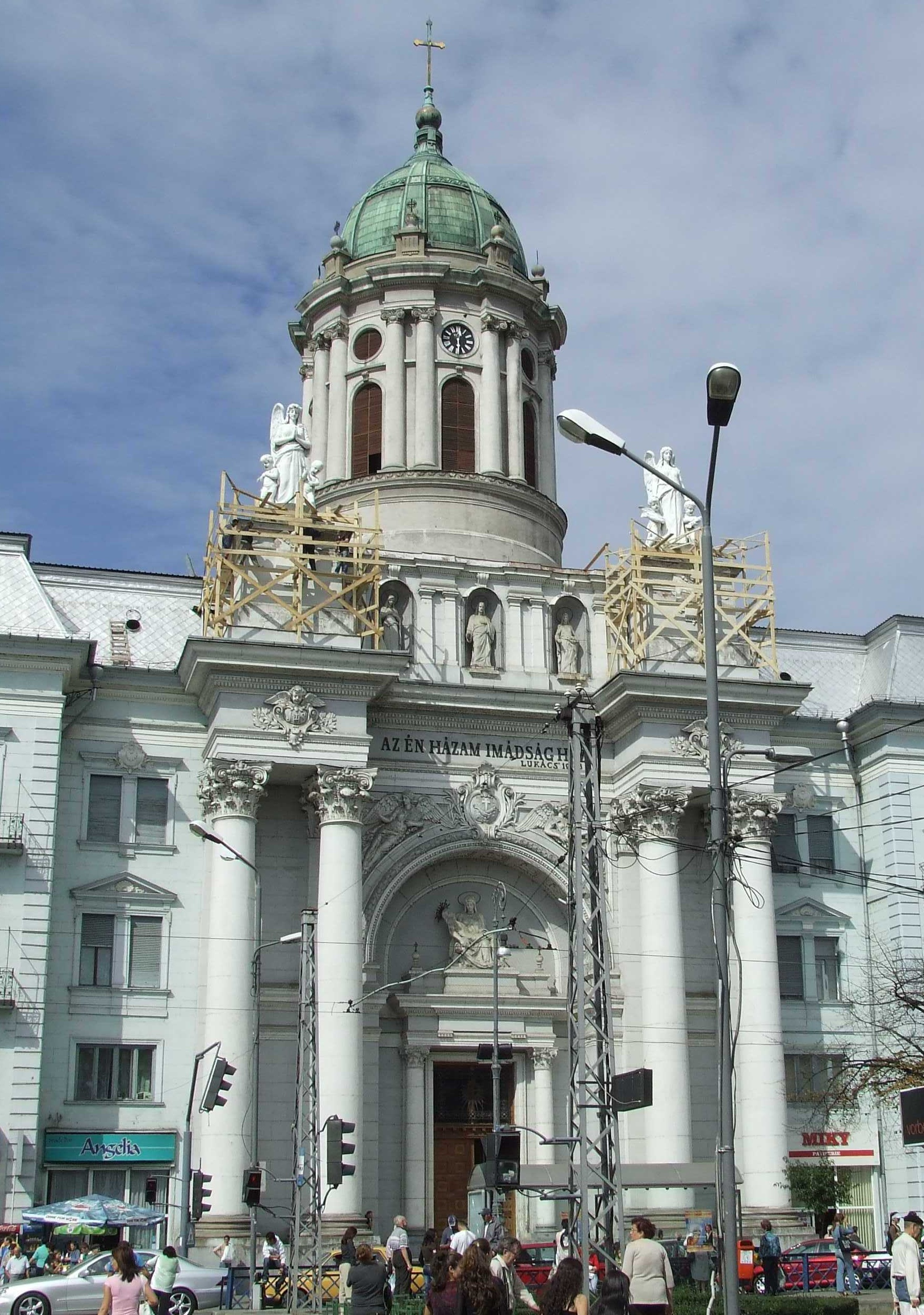
Kerk in Arad
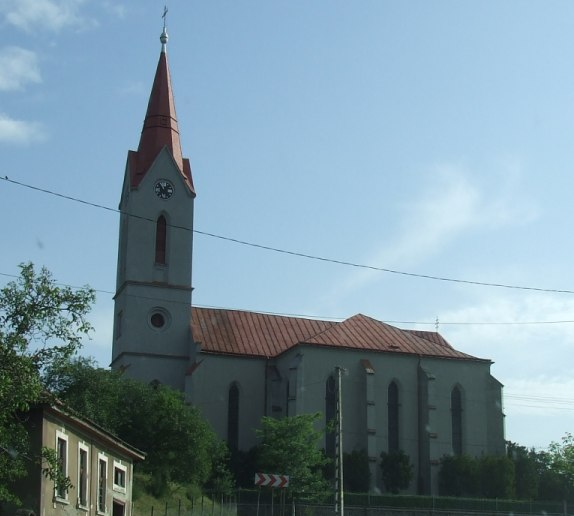
Kerk in Ardud
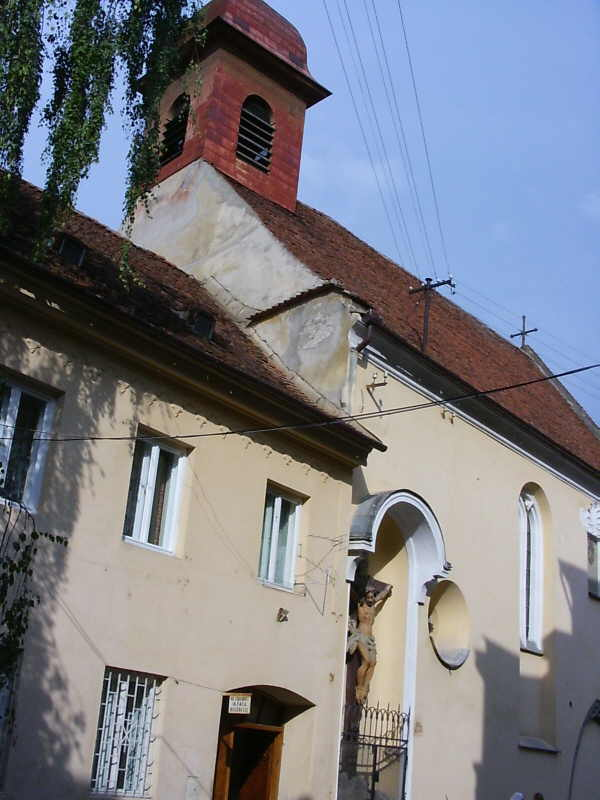
Kerk in Braşov
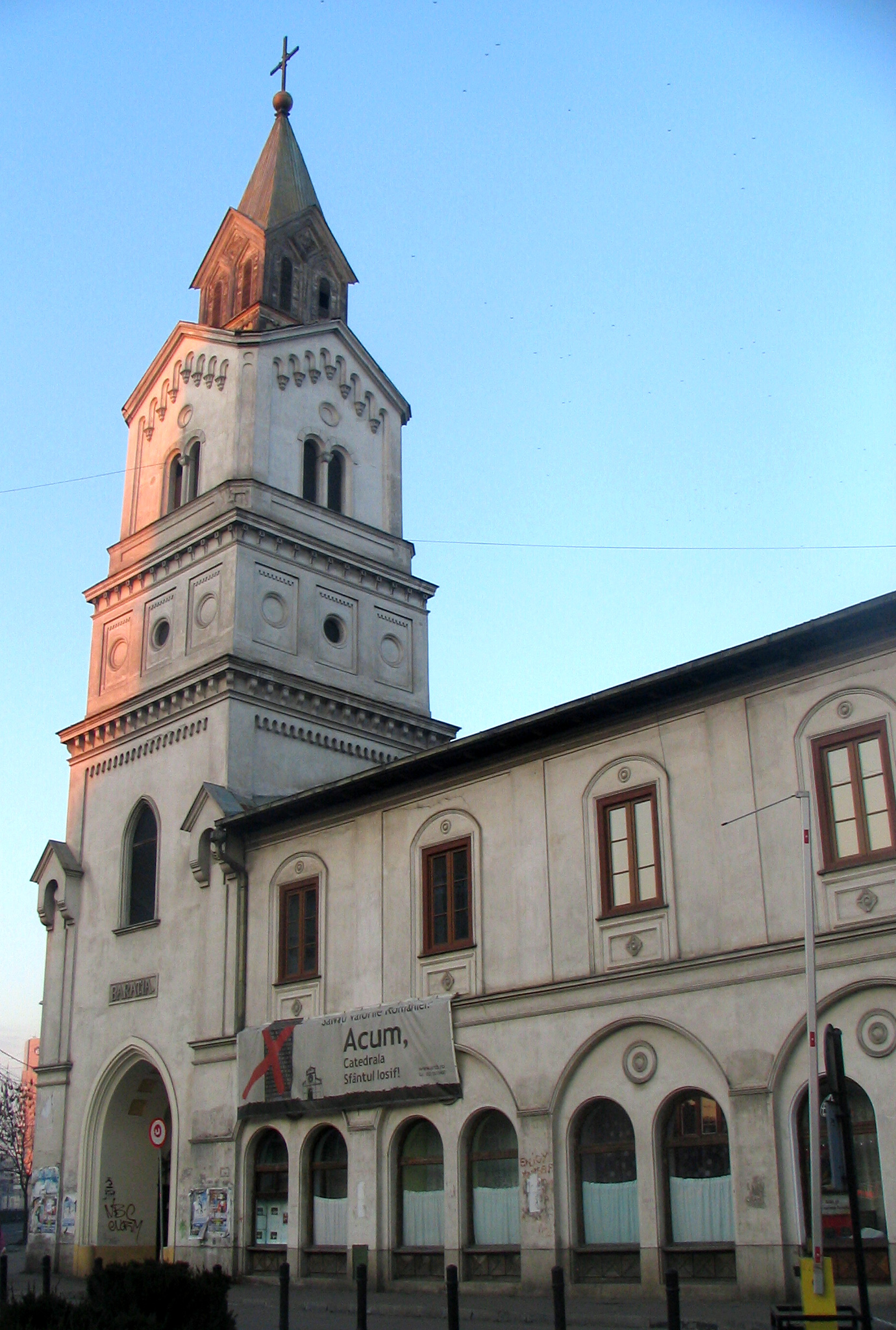
Kerk in Boekarest
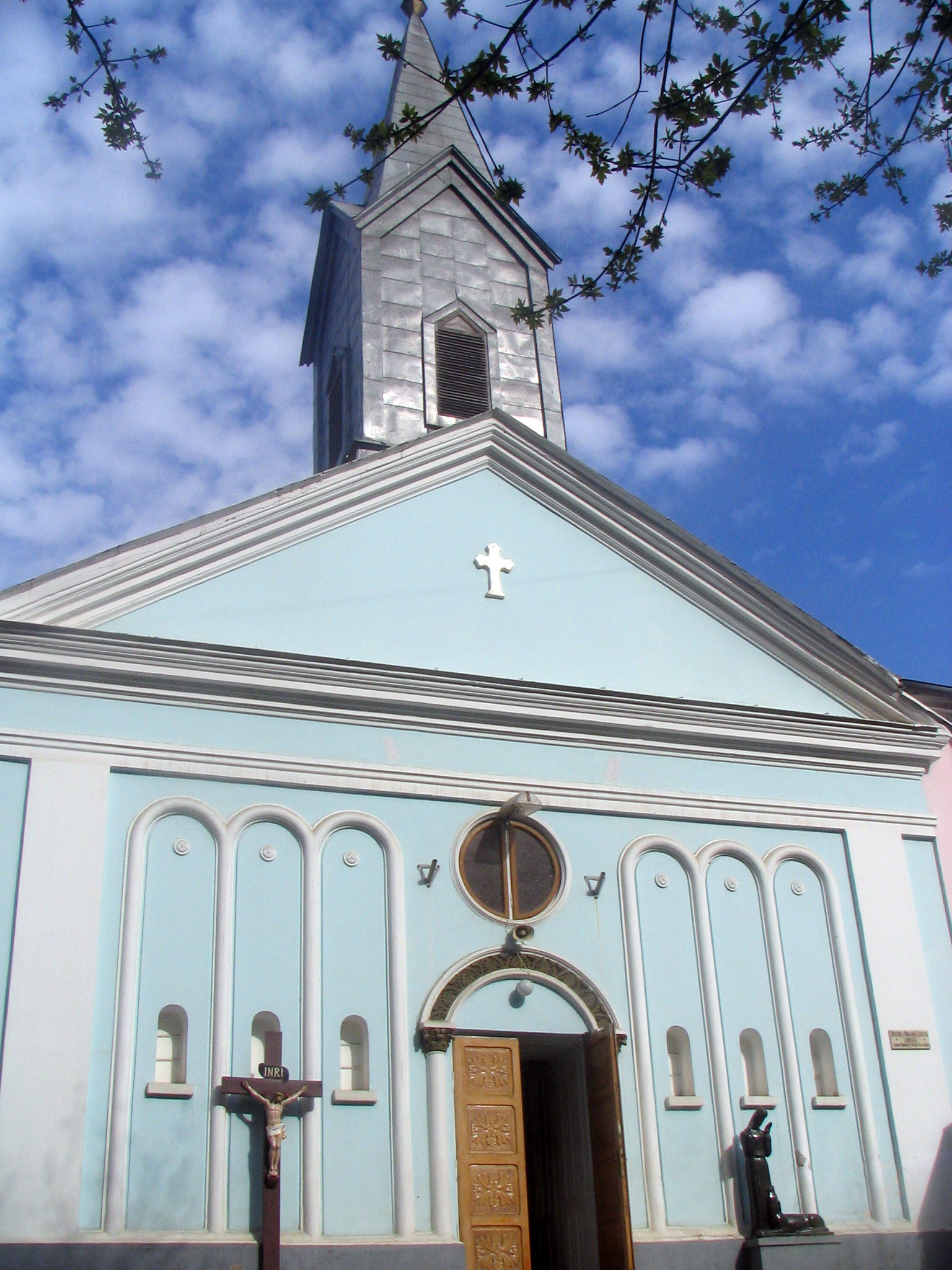
Bulgaarse kerk in Cioplea, Boekarest
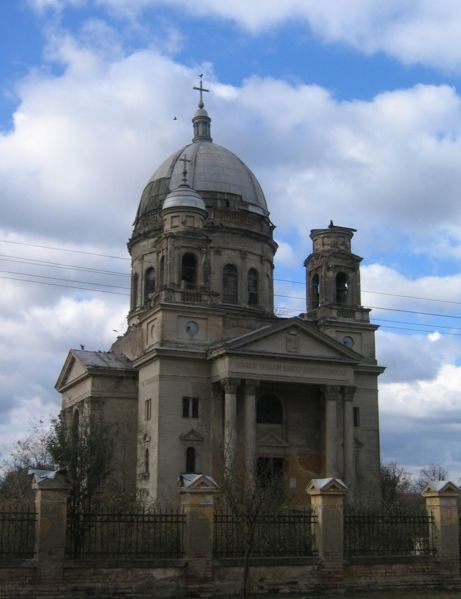
Kerk in Cenei
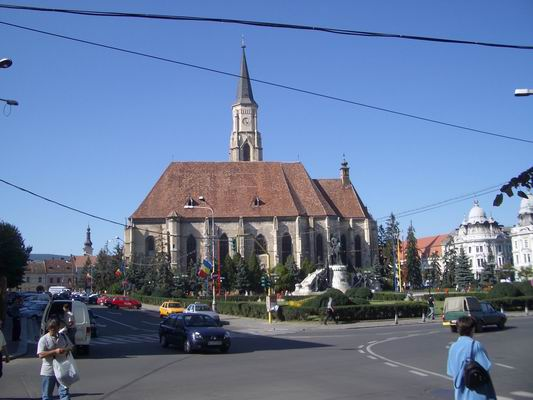
Sint-Michielskerk in Cluj-Napoca
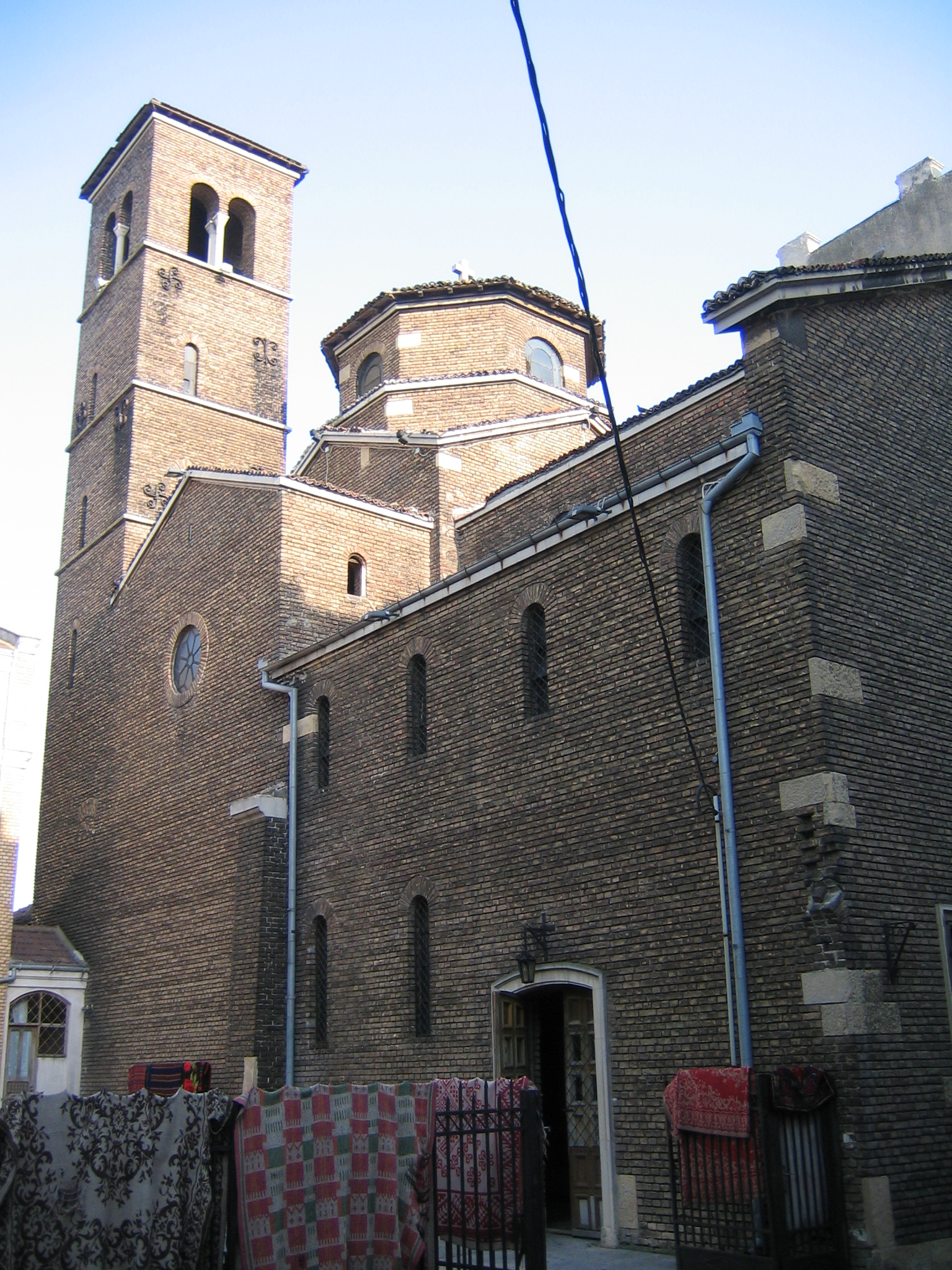
Basiliek in Constanţa
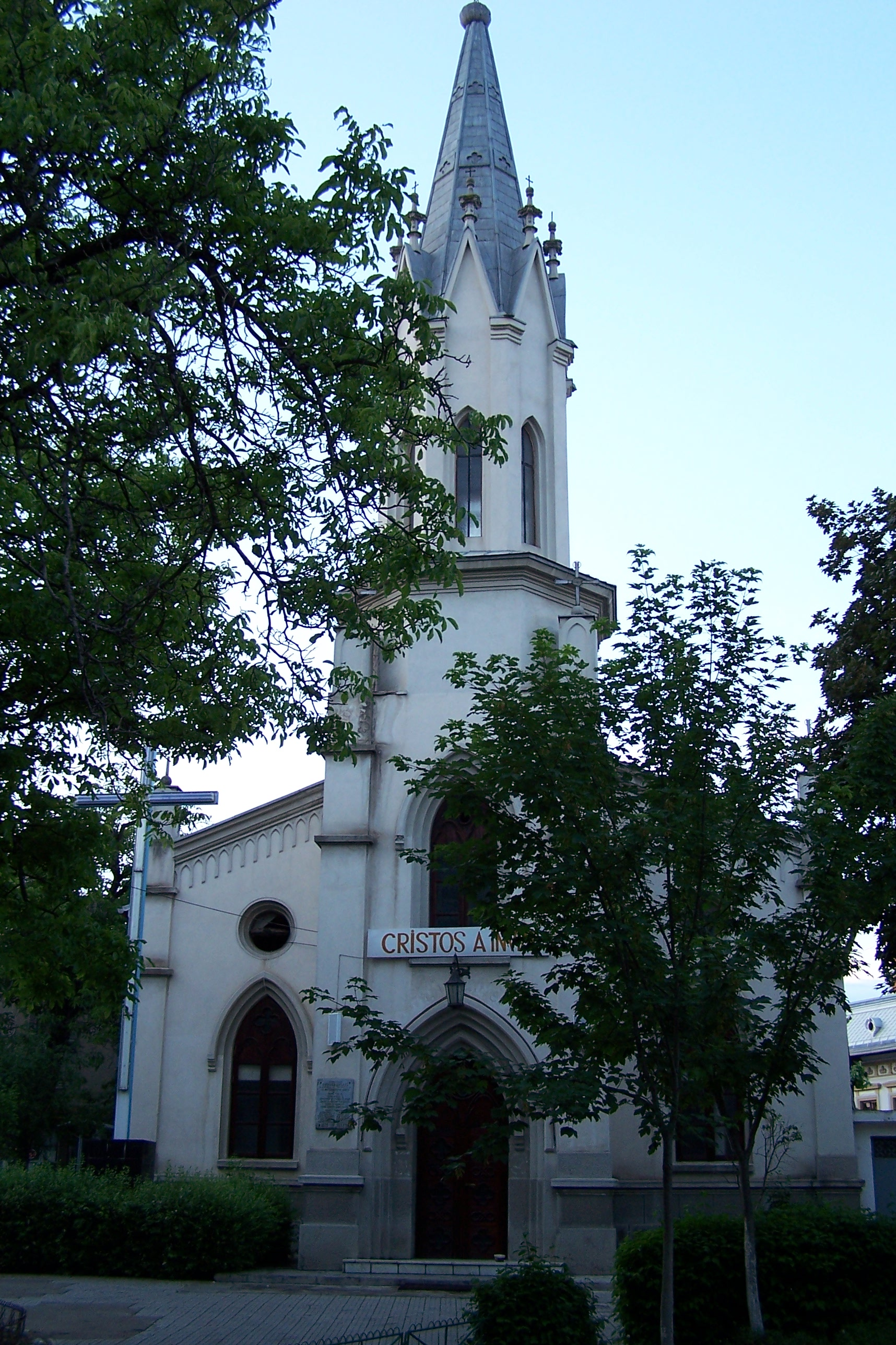
Kerk in Craiova
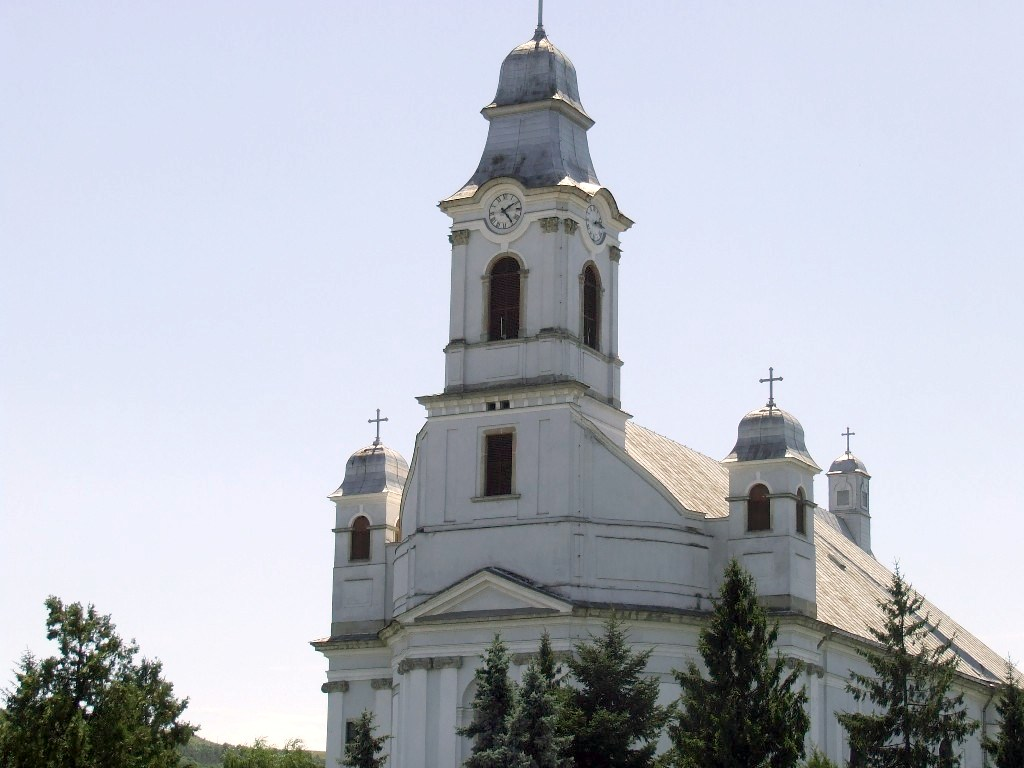
Armeense kerk in Gherla
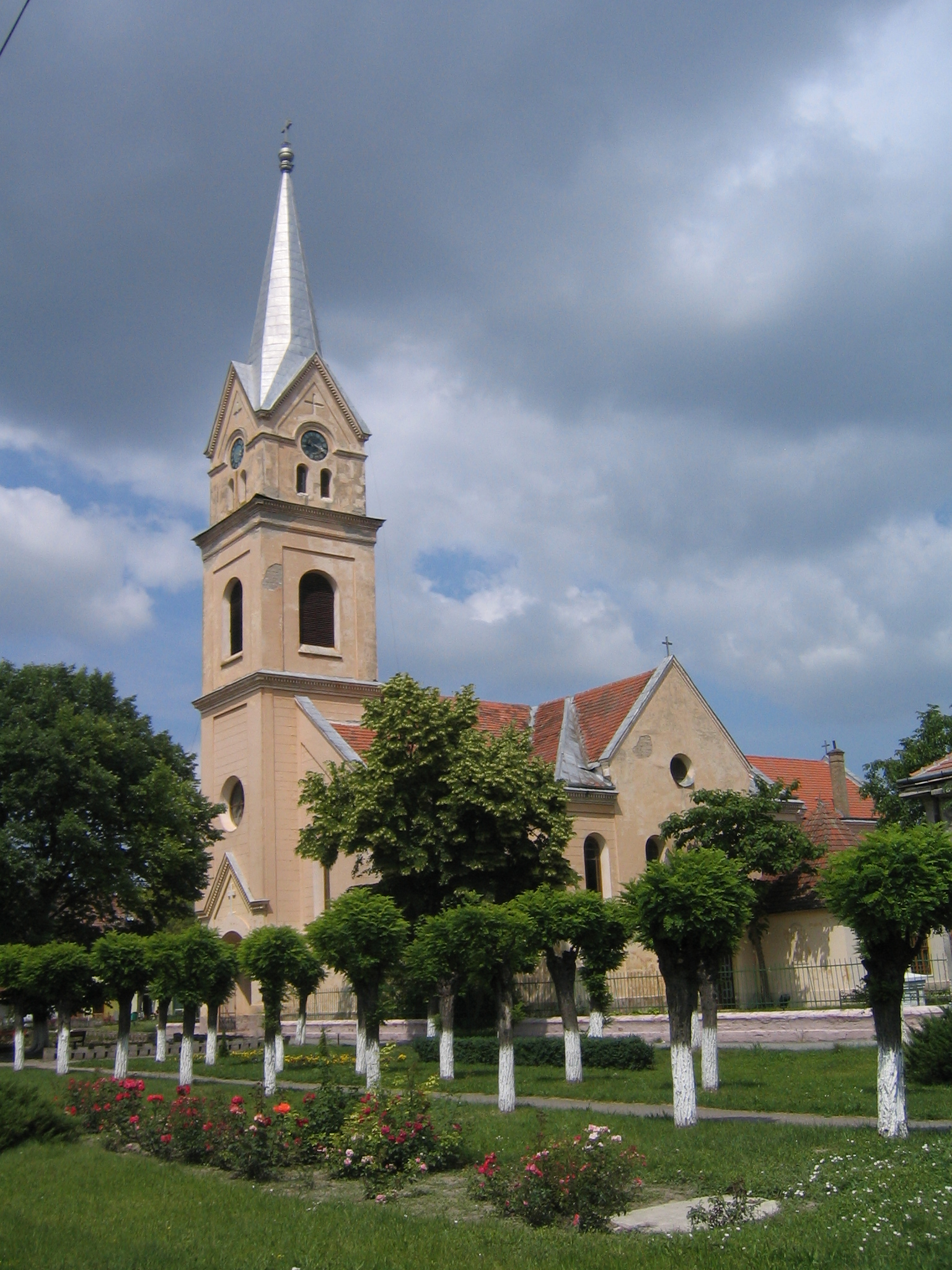
Kerk in Jimbolia
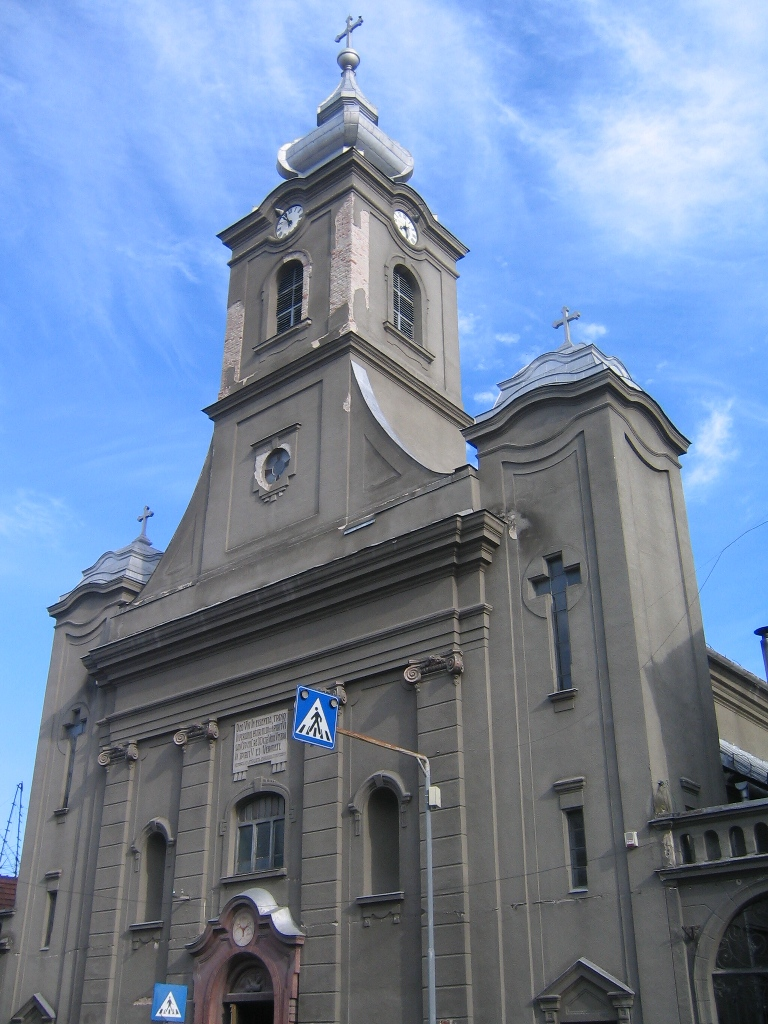
Kerk in Lugoj
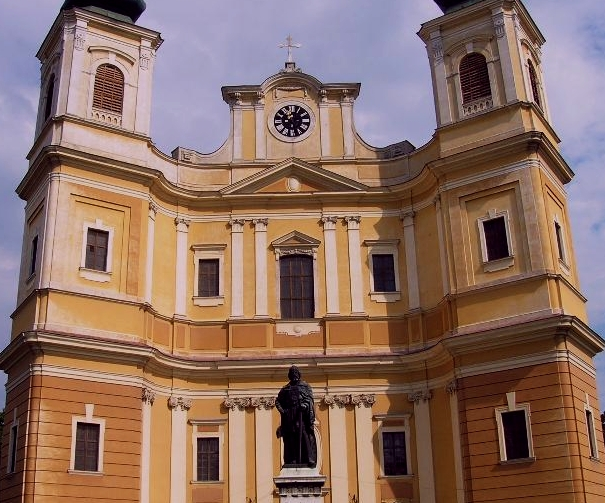
Basiliek in Oradea
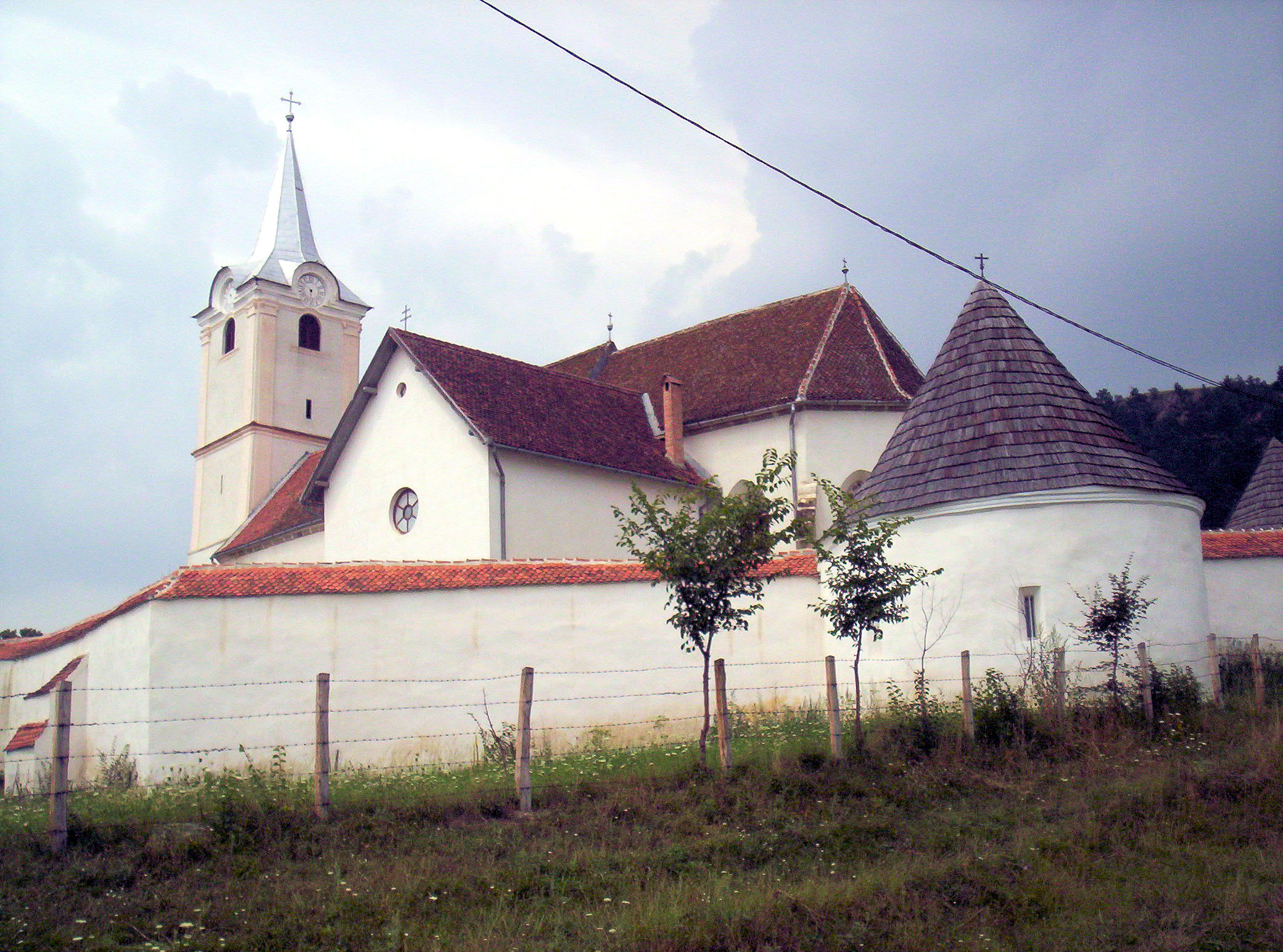
Kerk in Sânzieni
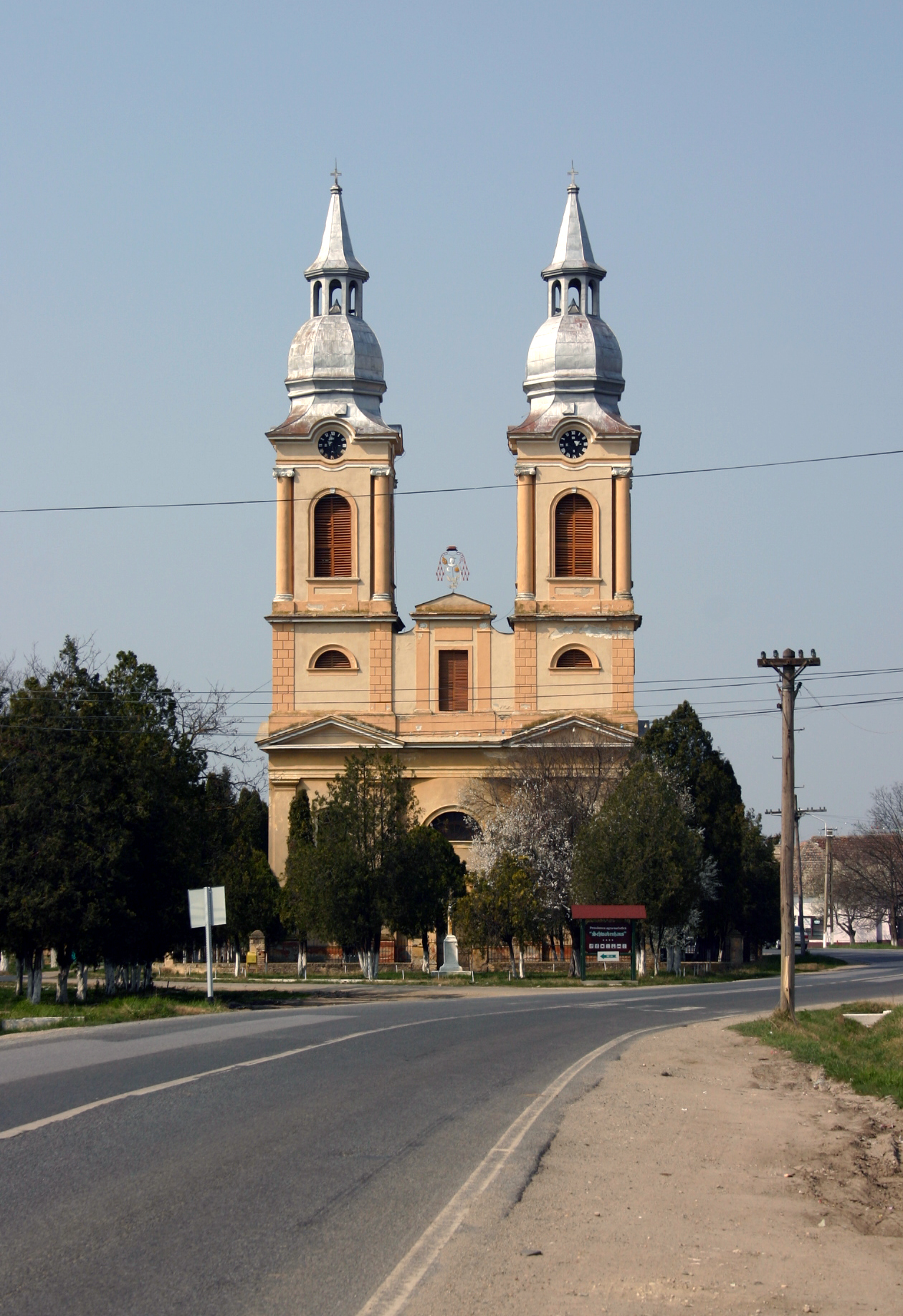
Kerk in Şandra
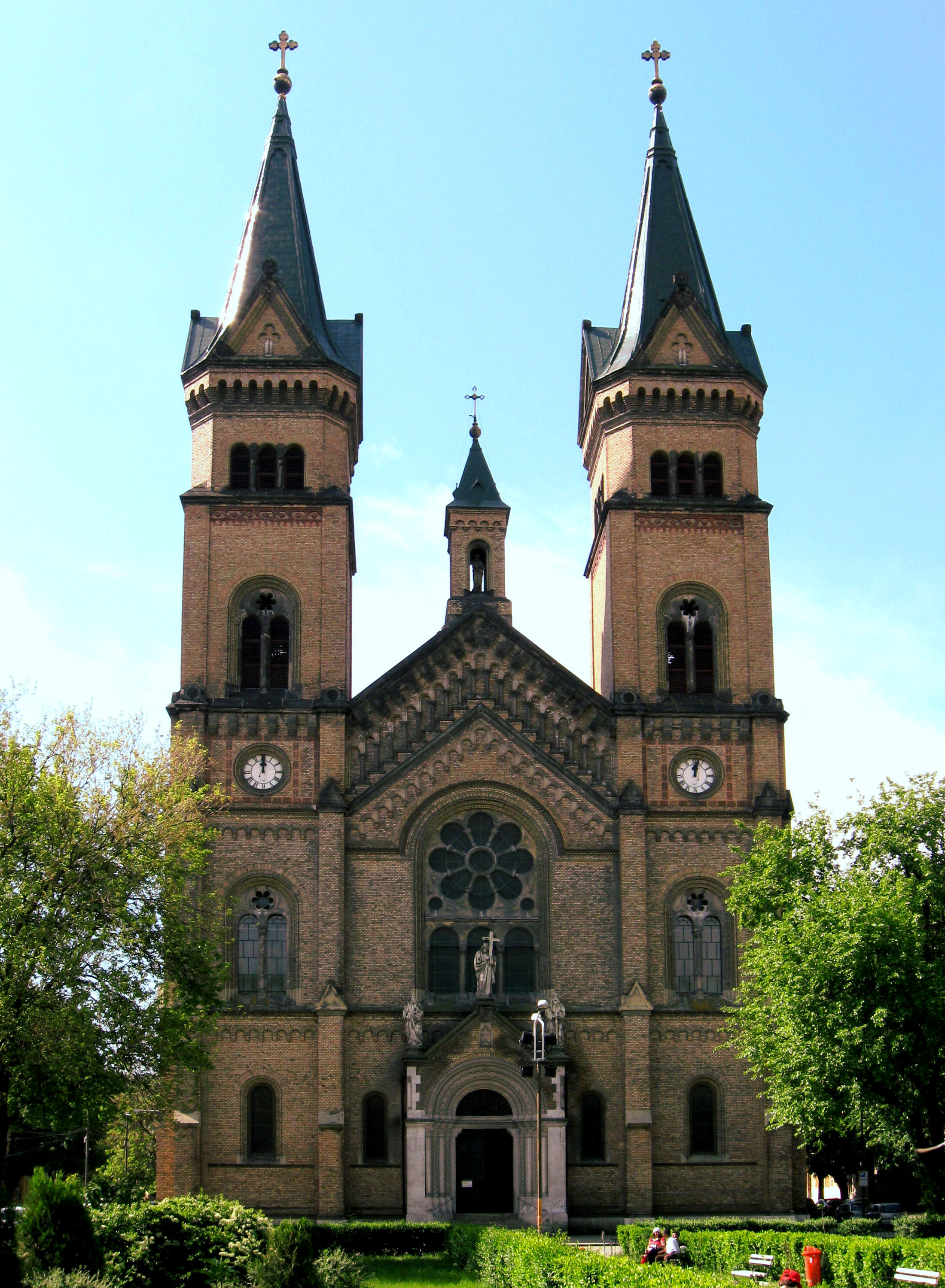
Kerk in Timişoara
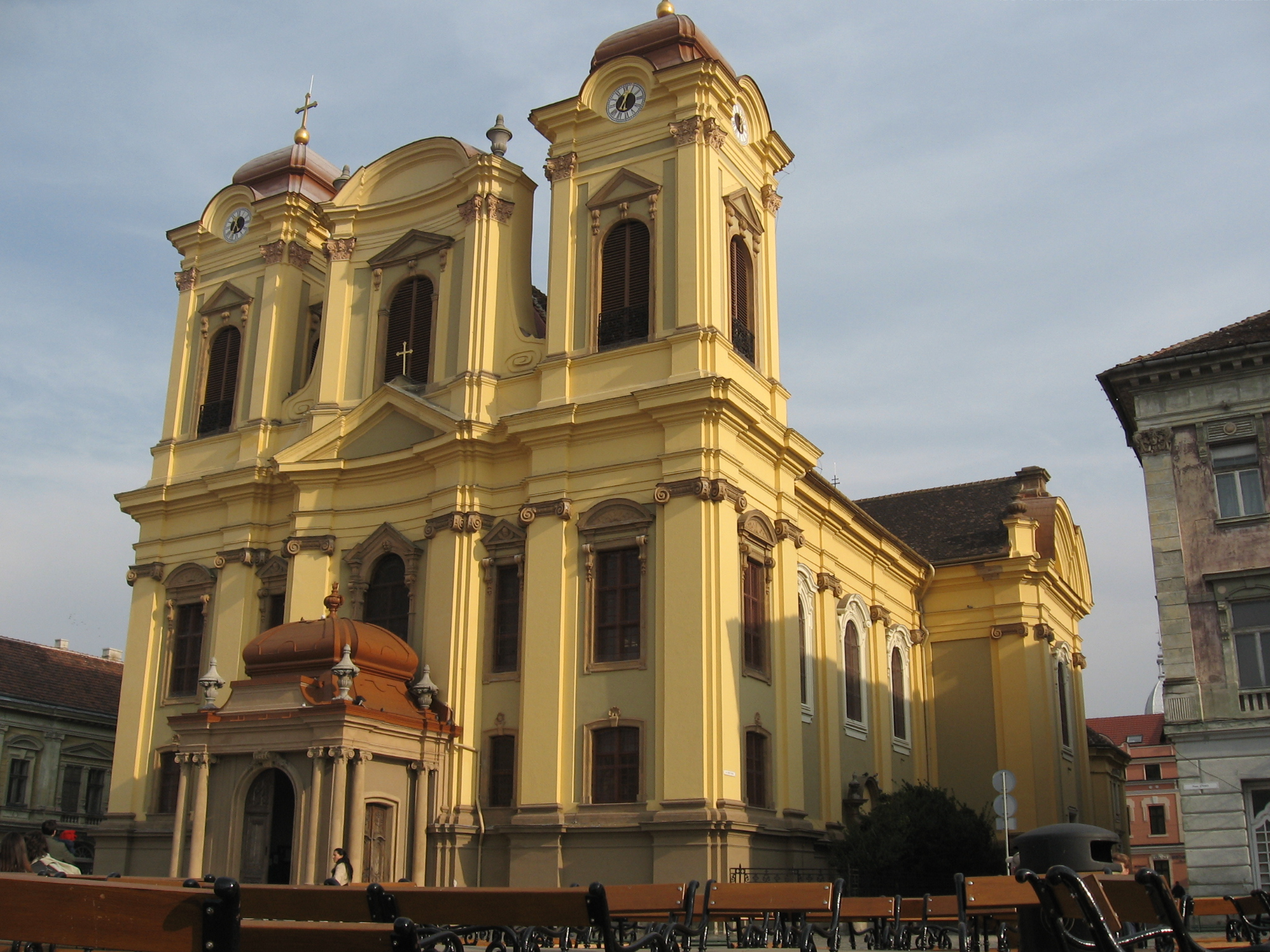
Kathedraal van Timişoara

Albanië · Andorra · Armenië · Azerbeidzjan · België · Bosnië en Herzegovina · Bulgarije · Cyprus · Denemarken · Duitsland · Estland · Finland · Frankrijk · Georgië · Griekenland · Groot-Brittannië · Hongarije · IJsland · Ierland · Italië · Kazachstan · Kroatië · Letland · Liechtenstein · Litouwen · Luxemburg · Malta · Moldavië · Monaco · Montenegro · Nederland · Noord-Macedonië · Noorwegen · Oekraïne · Oostenrijk · Polen · Portugal · Roemenië · Rusland · San Marino · Servië · Slovenië · Slowakije · Spanje · Tsjechië · Turkije · Vaticaanstad · Wit-Rusland · Zweden · Zwitserland